# (6176) Horrigan
(6176) Horrigan es un asteroide perteneciente al cinturón de asteroides, región del sistema solar que se encuentra entre las órbitas de Marte y Júpiter, descubierto el 16 de enero de 1985 por Zdeňka Vávrová desde el Observatorio Kleť, České Budějovice, República Checa.

## Designación y nombre
Designado provisionalmente como 1985 BH. Fue nombrado Horrigan en homenaje a Barbara Llewellyn Horrigan, miembro de Arlington Friends of the Drama (Massachusetts) durante 72 años. Además de aparecer en el escenario en numerosos espectáculos, también dirigió, diseñó decorados y vestuarios y trabajó como maquilladora. Fue presidente de Arlington Friends of the Drama entre 1960 y 1963.

## Características orbitales
Horrigan está situado a una distancia media del Sol de 2,252 ua, pudiendo alejarse hasta 2,601 ua y acercarse hasta 1,903 ua. Su excentricidad es 0,155 y la inclinación orbital 5,663 grados. Emplea 1234,98 días en completar una órbita alrededor del Sol.

## Características físicas
La magnitud absoluta de Horrigan es 13,3. Tiene 5,624 km de diámetro y su albedo se estima en 0,321. 